# Penion cuvieranus
Penion cuvieranus là một loài very large predatory ốc biển]], là động vật thân mềm chân bụng sống ở biển trong họ Buccinidae.

## Phụ loài
The following subspecies have been named:
- Penion cuvieranus jeakingsi